# 飯山市
飯山市（いいやまし）は、長野県の北東部にある市。1954年（昭和29年）市制施行。

## 概要

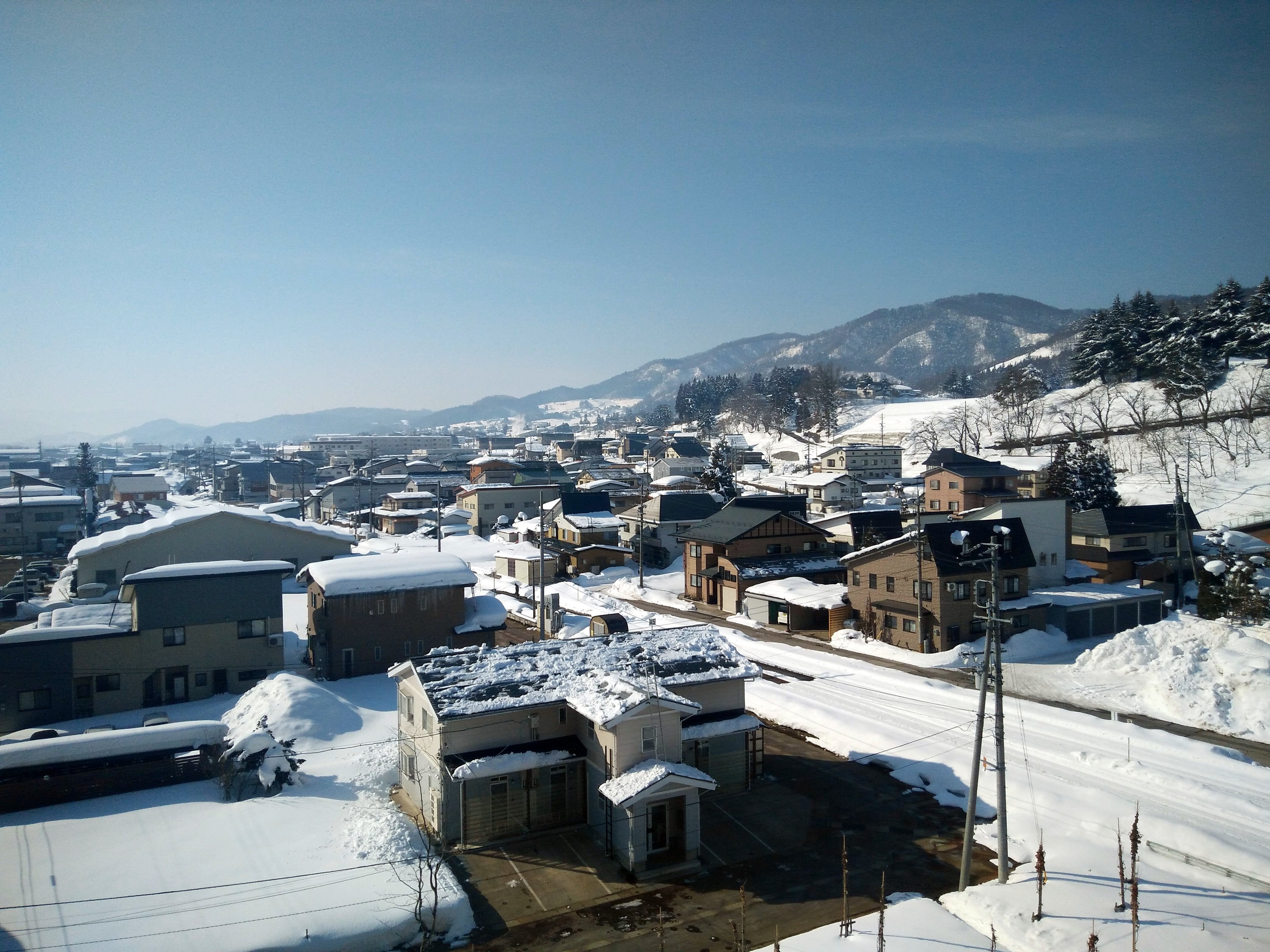
飯山駅から望む冬の飯山

日本の原風景が感じられるまちとして「遊歩百選」（読売新聞主催）のひとつに選ばれている。また、森林セラピー基地にも認定されている。
「飯山」の地元でのアクセントは平板型ではなく、語頭の「い」の部分を高く発音する頭高型となっている。（「埼玉」「春菊」などと同様のアクセントである。）

## 地理

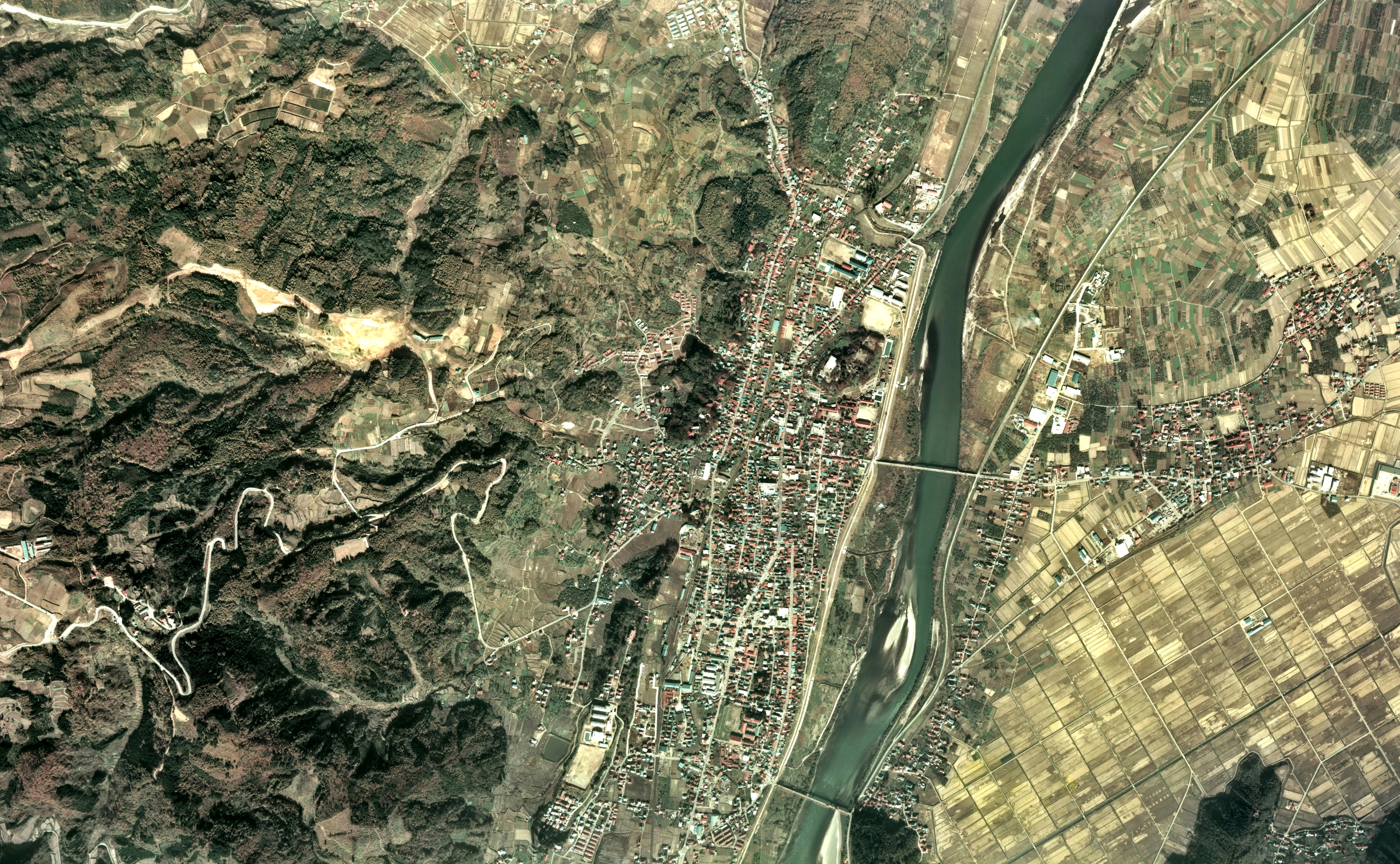
飯山市中心部周辺の空中写真。1976年撮影の3枚を合成作成。。

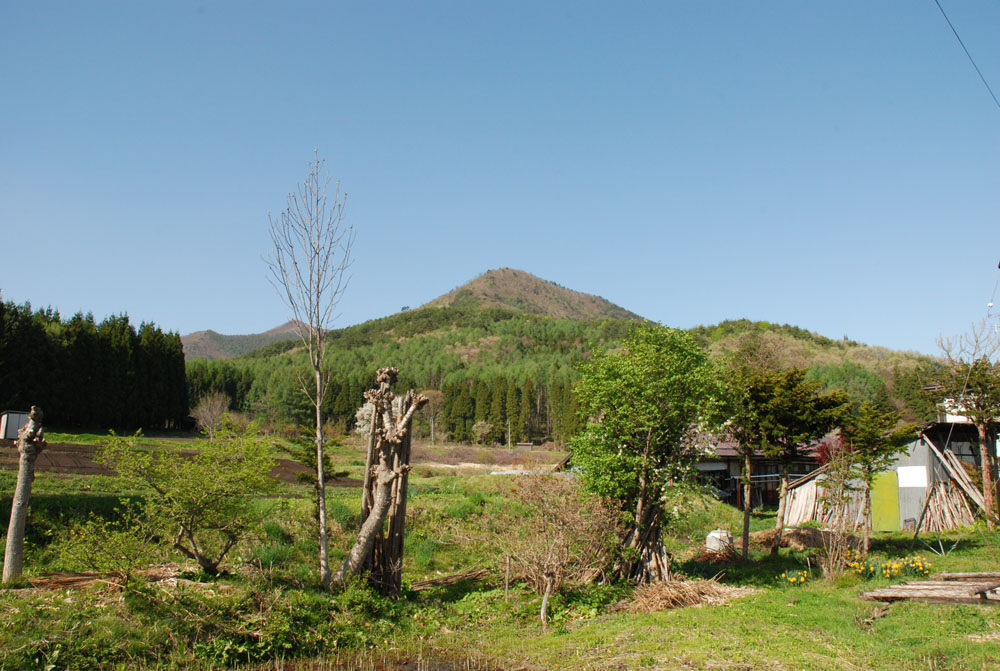
斑尾山

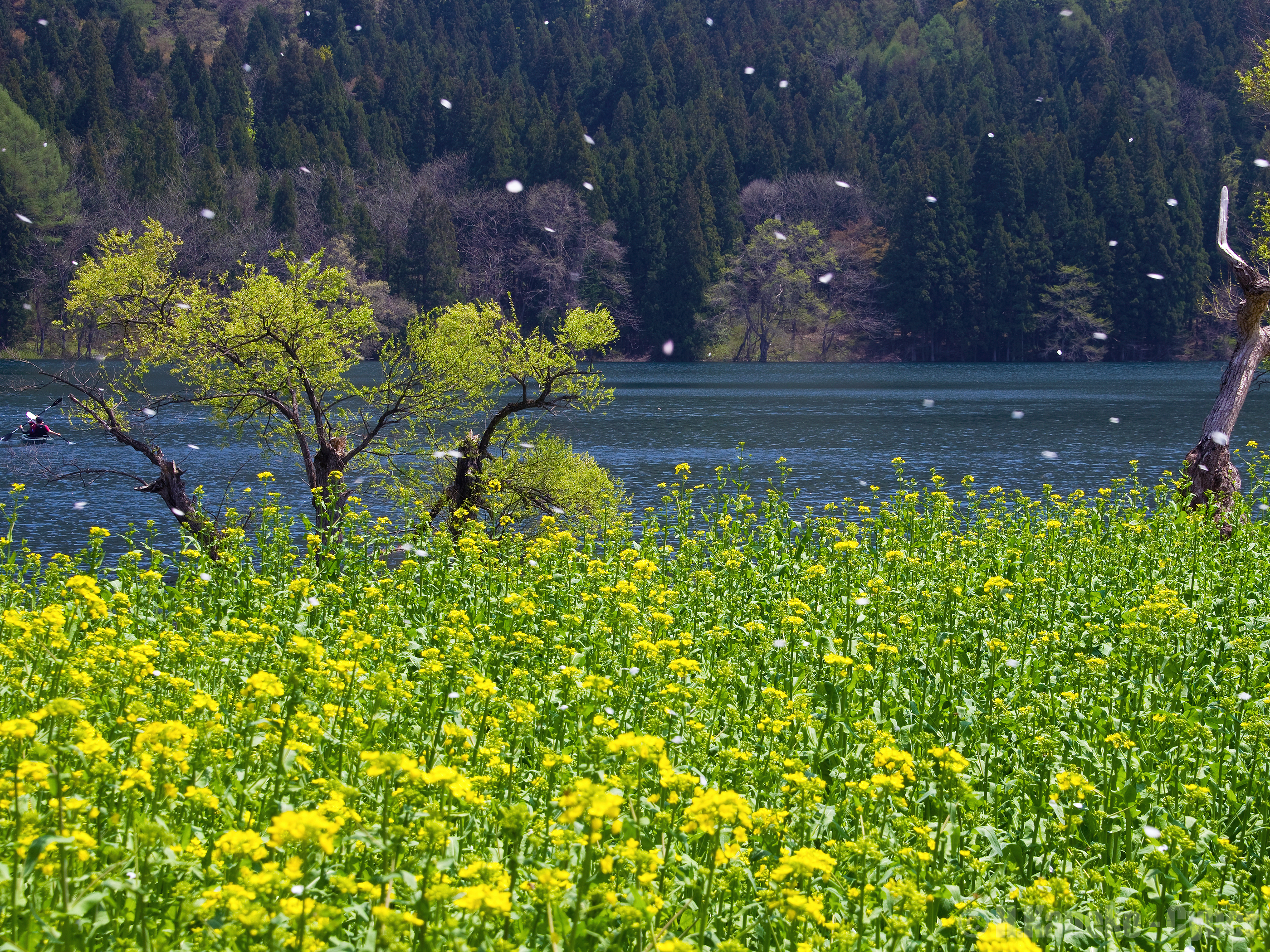
北竜湖

### 地形

#### 山地
主な山
- 斑尾山
- 鍋倉山
- 黒岩山 (長野県)
- 関田山脈（天水山から斑尾山に至る山地で、稜線の多くの部分が新潟県との県境となっている）[2]

#### 河川
主な川
- 千曲川

#### 湖沼
主な湖
- 北竜湖

### 人口
長野県においては人口最少の市で、箕輪町や軽井沢町よりも少なくなっている。近年は人口減少や高齢化、市街地の空洞化などの問題も多い。
| |                                        |  |
| 飯山市と全国の年齢別人口分布（2005年） | 飯山市の年齢・男女別人口分布（2005年） |  |
| ■紫色 ― 飯山市 ■緑色 ― 日本全国 | ■青色 ― 男性 ■赤色 ― 女性              |  |
| 飯山市（に相当する地域）の人口の推移 \| 1970年（昭和45年） \| 32,159人 \| \| \| 1975年（昭和50年） \| 30,796人 \| \| \| 1980年（昭和55年） \| 30,073人 \| \| \| 1985年（昭和60年） \| 29,034人 \| \| \| 1990年（平成2年） \| 28,114人 \| \| \| 1995年（平成7年） \| 27,423人 \| \| \| 2000年（平成12年） \| 26,420人 \| \| \| 2005年（平成17年） \| 24,960人 \| \| \| 2010年（平成22年） \| 23,545人 \| \| \| 2015年（平成27年） \| 21,438人 \| \| \| 2020年（令和2年） \| 19,539人 \| \| |                                        |  |
| 総務省統計局 国勢調査より |                                        |  |
| 1970年（昭和45年） | 32,159人                               |  |
| 1975年（昭和50年） | 30,796人                               |  |
| 1980年（昭和55年） | 30,073人                               |  |
| 1985年（昭和60年） | 29,034人                               |  |
| 1990年（平成2年） | 28,114人                               |  |
| 1995年（平成7年） | 27,423人                               |  |
| 2000年（平成12年） | 26,420人                               |  |
| 2005年（平成17年） | 24,960人                               |  |
| 2010年（平成22年） | 23,545人                               |  |
| 2015年（平成27年） | 21,438人                               |  |
| 2020年（令和2年） | 19,539人                               |  |

### 隣接している自治体
長野県
- 中野市
- 下高井郡 : 木島平村、野沢温泉村
- 上水内郡 : 信濃町
- 下水内郡 : 栄村

新潟県
- 妙高市
- 上越市

## 気候
寒候期には日照時間が短くなり多量の降雪を見る日本海側気候と、年間を通して寒暖の差が大きい中央高地式気候の特徴を併せ持つことが特徴である。気温の年較差、日較差が大きいという観点からは大陸性気候的とも言える。
日本有数の豪雪地帯でもあり、隣接する木島平村や野沢温泉村、栄村などと同様に特別豪雪地帯の指定も受けている。
冬季には、毎年のように-15℃程度の冷え込みが見られる。2012年には2月18日に-17.4℃、翌2月19日には-18.6℃、2月20日にも-17.5℃と、3日続けて最低気温が-20℃近くにまで低下した。夏季はしばしば昼間に気温が上昇し、2000年以降は最高気温が35℃以上となる猛暑日を観測する年も多い。
| 飯山（1991年 - 2020年）の気候      | 飯山（1991年 - 2020年）の気候 | 飯山（1991年 - 2020年）の気候 | 飯山（1991年 - 2020年）の気候 | 飯山（1991年 - 2020年）の気候 | 飯山（1991年 - 2020年）の気候 | 飯山（1991年 - 2020年）の気候 | 飯山（1991年 - 2020年）の気候 | 飯山（1991年 - 2020年）の気候 | 飯山（1991年 - 2020年）の気候 | 飯山（1991年 - 2020年）の気候 | 飯山（1991年 - 2020年）の気候 | 飯山（1991年 - 2020年）の気候 | 飯山（1991年 - 2020年）の気候 |
| 月                                 | 1月                           | 2月                           | 3月                           | 4月                           | 5月                           | 6月                           | 7月                           | 8月                           | 9月                           | 10月                          | 11月                          | 12月                          | 年                            |
| ---------------------------------- | ----------------------------- | ----------------------------- | ----------------------------- | ----------------------------- | ----------------------------- | ----------------------------- | ----------------------------- | ----------------------------- | ----------------------------- | ----------------------------- | ----------------------------- | ----------------------------- | ----------------------------- |
| 最高気温記録 °C （°F）             | 12.8 (55)                     | 17.9 (64.2)                   | 23.3 (73.9)                   | 32.2 (90)                     | 33.6 (92.5)                   | 36.1 (97)                     | 37.2 (99)                     | 37.6 (99.7)                   | 36.5 (97.7)                   | 32.1 (89.8)                   | 25.5 (77.9)                   | 22.2 (72)                     | 37.6 (99.7)                   |
| 平均最高気温 °C （°F）             | 2.5 (36.5)                    | 3.6 (38.5)                    | 8.0 (46.4)                    | 16.1 (61)                     | 22.5 (72.5)                   | 25.6 (78.1)                   | 29.1 (84.4)                   | 30.6 (87.1)                   | 26.0 (78.8)                   | 19.7 (67.5)                   | 13.0 (55.4)                   | 5.9 (42.6)                    | 16.9 (62.4)                   |
| 日平均気温 °C （°F）               | −1.6 (29.1)                   | −1.2 (29.8)                   | 2.4 (36.3)                    | 9.3 (48.7)                    | 15.7 (60.3)                   | 19.9 (67.8)                   | 23.7 (74.7)                   | 24.7 (76.5)                   | 20.4 (68.7)                   | 13.8 (56.8)                   | 7.2 (45)                      | 1.4 (34.5)                    | 11.3 (52.3)                   |
| 平均最低気温 °C （°F）             | −6.2 (20.8)                   | −6.3 (20.7)                   | −2.7 (27.1)                   | 3.3 (37.9)                    | 9.4 (48.9)                    | 15.1 (59.2)                   | 19.7 (67.5)                   | 20.4 (68.7)                   | 16.1 (61)                     | 9.1 (48.4)                    | 2.6 (36.7)                    | −2.5 (27.5)                   | 6.5 (43.7)                    |
| 最低気温記録 °C （°F）             | −18.6 (−1.5)                  | −19.7 (−3.5)                  | −15.3 (4.5)                   | −7.7 (18.1)                   | −0.4 (31.3)                   | 4.4 (39.9)                    | 11.8 (53.2)                   | 11.2 (52.2)                   | 5.6 (42.1)                    | −2.1 (28.2)                   | −7.0 (19.4)                   | −15.5 (4.1)                   | −19.7 (−3.5)                  |
| 降水量 mm （inch）                 | 171.8 (6.764)                 | 117.3 (4.618)                 | 96.2 (3.787)                  | 63.1 (2.484)                  | 69.2 (2.724)                  | 101.4 (3.992)                 | 155.7 (6.13)                  | 128.8 (5.071)                 | 127.2 (5.008)                 | 117.2 (4.614)                 | 96.8 (3.811)                  | 167.4 (6.591)                 | 1,412 (55.591)                |
| 降雪量 cm （inch）                 | 303 (119.3)                   | 228 (89.8)                    | 121 (47.6)                    | 15 (5.9)                      | 0 (0)                         | 0 (0)                         | 0 (0)                         | 0 (0)                         | 0 (0)                         | 0 (0)                         | 4 (1.6)                       | 157 (61.8)                    | 821 (323.2)                   |
| 平均降水日数 （≥1.0 mm）           | 19.9                          | 16.5                          | 14.9                          | 10.1                          | 9.5                           | 10.6                          | 13.1                          | 10.6                          | 11.6                          | 11.2                          | 12.7                          | 17.4                          | 158.0                         |
| 平均月間日照時間                   | 72.7                          | 92.2                          | 132.6                         | 177.0                         | 206.0                         | 161.2                         | 161.4                         | 203.1                         | 140.1                         | 132.7                         | 104.4                         | 83.7                          | 1,668.7                       |
| 出典1：Japan Meteorological Agency |                               |                               |                               |                               |                               |                               |                               |                               |                               |                               |                               |                               |                               |
| 出典2：気象庁                      |                               |                               |                               |                               |                               |                               |                               |                               |                               |                               |                               |                               |                               |

## 歴史
戦国期は、上杉氏が支配した北信地域であった。近世は、飯山城を本拠とした飯山藩の城下町として栄えた。

### 沿革
- 1954年（昭和29年）8月1日 - 下水内郡飯山町・秋津村・常盤村・外様村・柳原村・下高井郡木島村・瑞穂村が合併して飯山市が発足。
- 1955年（昭和30年）4月1日 - 大字瑞穂のうち前坂を下高井郡野沢温泉村に編入。
- 1956年（昭和31年）9月30日 - 下水内郡太田村・岡山村を編入。
- 1974年（昭和49年）8月1日 - 市民憲章制定[6][注 1]。

## 行政

### 市長
- 江澤岸生（2022年10月28日就任 1期目）

歴代市長
- 初代 - 篠井恵四郎 1954年9月15日 - 1958年9月14日、1期
- 2代 - 荻原克巳 1958年9月15日 - 1962年9月14日、1期
- 3代 -  春日佳一 1962年9月15日 - 1978年9月14日、4期
- 4代 - 小野沢静夫 1978年9月15日 - 1990年9月14日、3期
- 5代 - 小山邦武 1990年9月15日 - 2002年9月14日、3期
- 6代 - 木内正勝 2002年9月15日 - 2006年9月14日、1期
- 7代 - 石田正人 2006年9月15日 - 2010年9月14日、1期
- 8代 - 足立正則 2010年9月15日 - 2018年9月14日、2018年10月28日 - 2022年10月27日、3期

## 議会

### 市議会
- 定数：16人（任期：2022年12月11日まで）
- 議長：渋川 芳三

### 長野県議会
- 選挙区：飯山市・下水内郡選挙区
- 定数：1人
- 任期：2019年4月30日 - 2023年4月29日
- 宮本衡司（自由民主党）

### 衆議院
- 選挙区：長野1区 （長野市（旧大岡村・豊野町・戸隠村・鬼無里村・信州新町・中条村域を除く）、須坂市、中野市、飯山市、上高井郡、下高井郡、下水内郡）
- 任期：2024年10月27日 - 2028年10月26日
- 当日有権者数：416,726人
- 投票率：55.74％

| 当落 | 候補者名 | 年齢 | 所属党派     | 新旧別 | 得票数    | 重複 |
| ---- | -------- | ---- | ------------ | ------ | --------- | ---- |
| 当   | 篠原孝   | 76   | 立憲民主党   | 前     | 105,231票 | ○    |
|      | 若林健太 | 60   | 自由民主党   | 新     | 88,792票  |      |
|      | 若狭清史 | 44   | 日本維新の会 | 新     | 33,470票  | ○    |

## 国家機関

### 厚生労働省
- 長野労働局
  - 飯山公共職業安定所（大字飯山）

### 農林水産省
林野庁
- 中部森林管理局 北信森林管理署（大字飯山）

### 法務省
- 長野地方法務局飯山支局（大字飯山）

検察庁
- 長野地方検察庁 飯山区検察庁（大字飯山）

### 裁判所
- 長野家庭裁判所 飯山出張所（大字飯山）
- 飯山簡易裁判所（大字飯山）

## 施設

### 警察

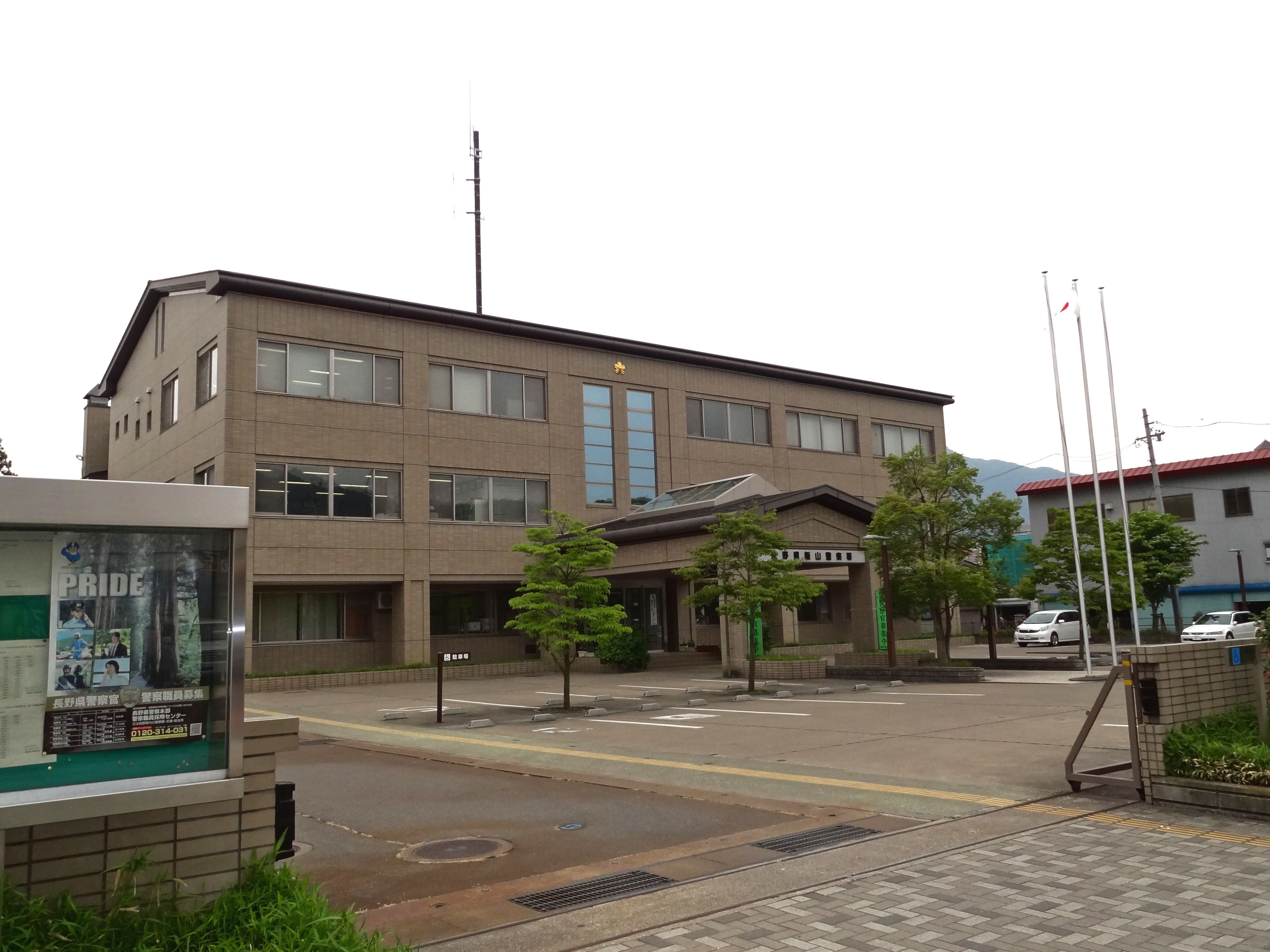
飯山警察署

本部
- 長野県警察 飯山警察署（南町）

交番
- 仲町交番

駐在所
- 常盤駐在所
- 外様駐在所
- 瑞穂駐在所
- 太田駐在所
- 岡山駐在所

### 消防
本部
- 岳北消防本部（大字木島）

消防署
- 飯山消防署（飯山市木島357-6）

### 医療

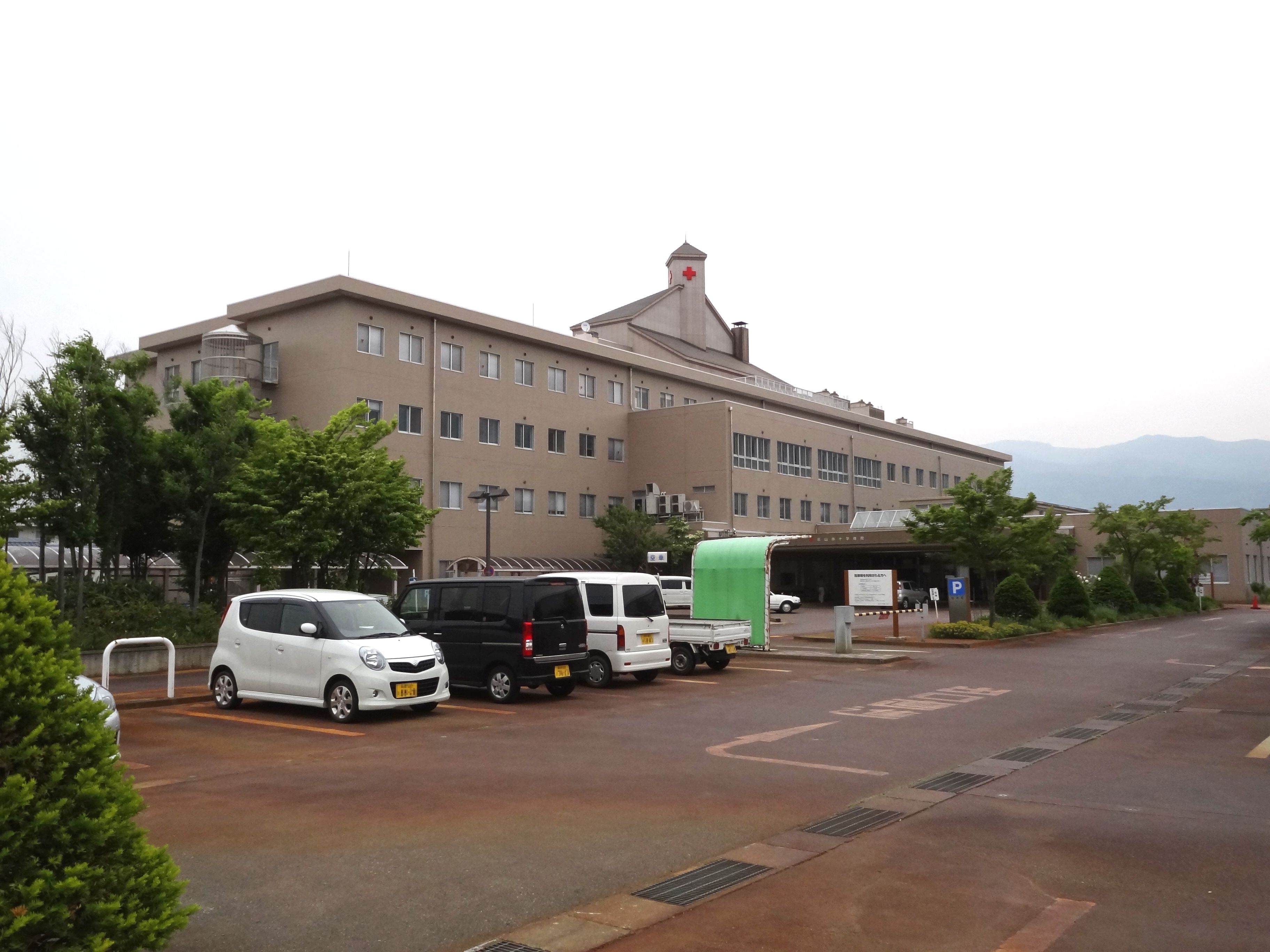
飯山赤十字病院

主な医療施設
- 飯山赤十字病院
- 北信保健所（大字静間）

### 文化施設

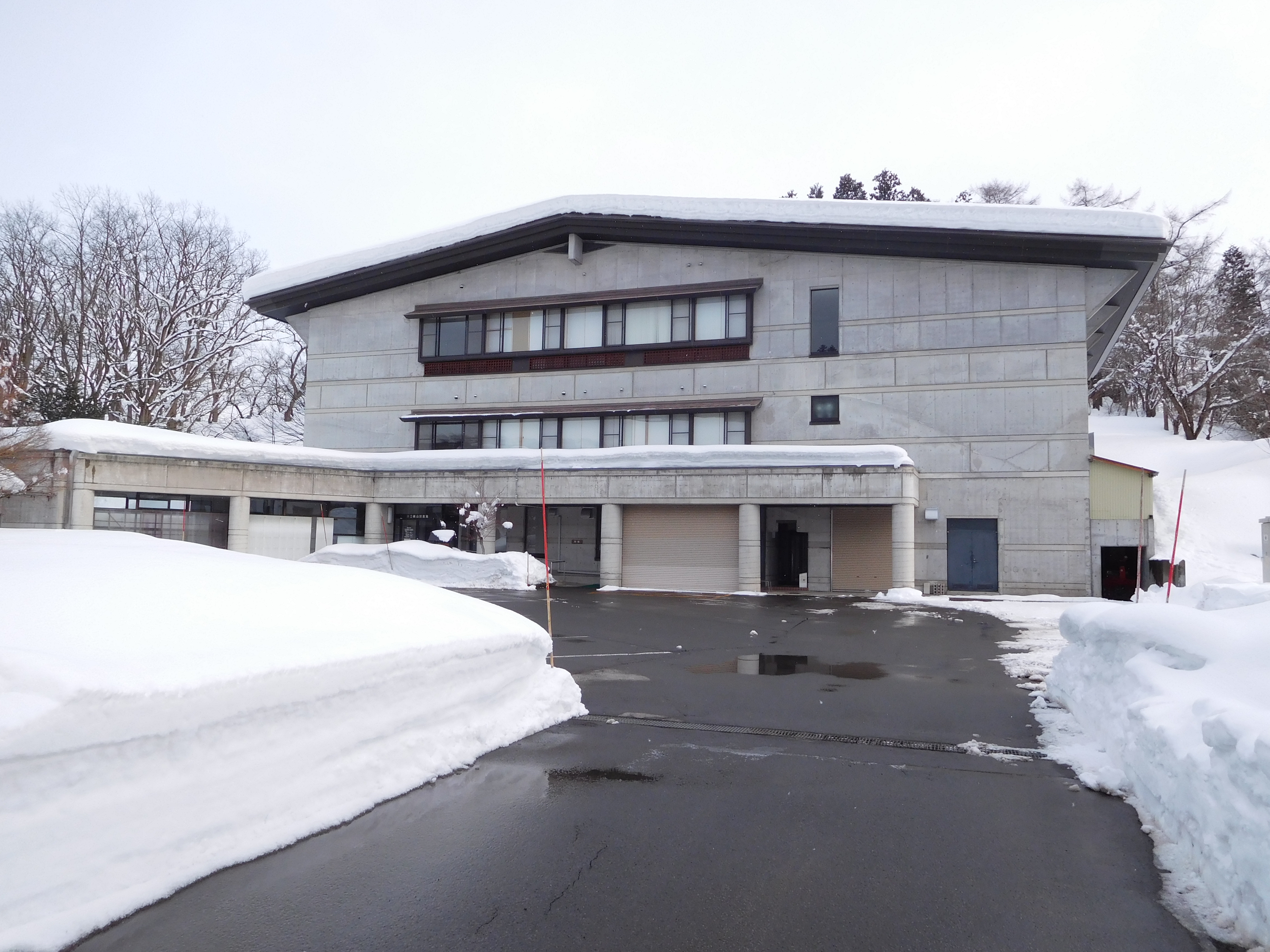
市立飯山図書館

主な図書館
- 市立飯山図書館（大字飯山）

コンサートホール
- 飯山市文化交流館なちゅら（大字飯山）

主な資料館
- 文化学園北竜湖資料館（大字瑞穂）

## 対外関係

### 姉妹都市･提携都市

#### 海外
- 深圳市福田区（中華人民共和国広東省）
2014年（平成24年）7月10日 友好交流提携

#### 国内
姉妹都市
- 大阪市（大阪府）
1974年（昭和49年）12月6日 スポーツ交流スキー姉妹都市提携
2016年（平成28年）9月25日 大阪市・飯山市 市民交流姉妹都市宣言

提携都市
- 魚津市（富山県）
1997年（平成9年）5月19日 災害時相互応援協定、2012年（平成24年）12月27日 観光交流都市協定
- 山梨市（山梨県）
2007年（平成19年）11月29日 災害時相互応援協定
- 長井市（山形県）
2012年（平成24年）6月29日 災害時相互応援協定
- 国分寺市（東京都）

2012年（平成24年）11月14日 災害時相互応援協定、2017年（平成29年）5月17日 友好都市協定
- 糸魚川市（新潟県）
2013年（平成25年）1月28日 観光交流都市協定
- 小松市（石川県）
2013年（平成25年）2月12日 観光交流都市協定
- 七尾市（石川県）
2013年（平成25年）2月20日 観光交流都市協定
- 高岡市（富山県）
2013年（平成25年）2月25日 観光交流都市協定
- 富山市（富山県）
2013年（平成25年）2月27日 観光交流都市協定
- 軽井沢町（長野県北佐久郡）
2014年（平成26年）12月24日 災害時相互応援協定

その他
- 「北信濃の小京都」「雪国の小京都」として全国京都会議に加盟している。

## 経済

### 第一次産業
農業・畜産業
- 米、きのこ、アスパラガス（日本一）、花、じゃがいも、ブルーベリー、豚、牛、りんご、ホップ、たばこ

### 第二次産業
製造業

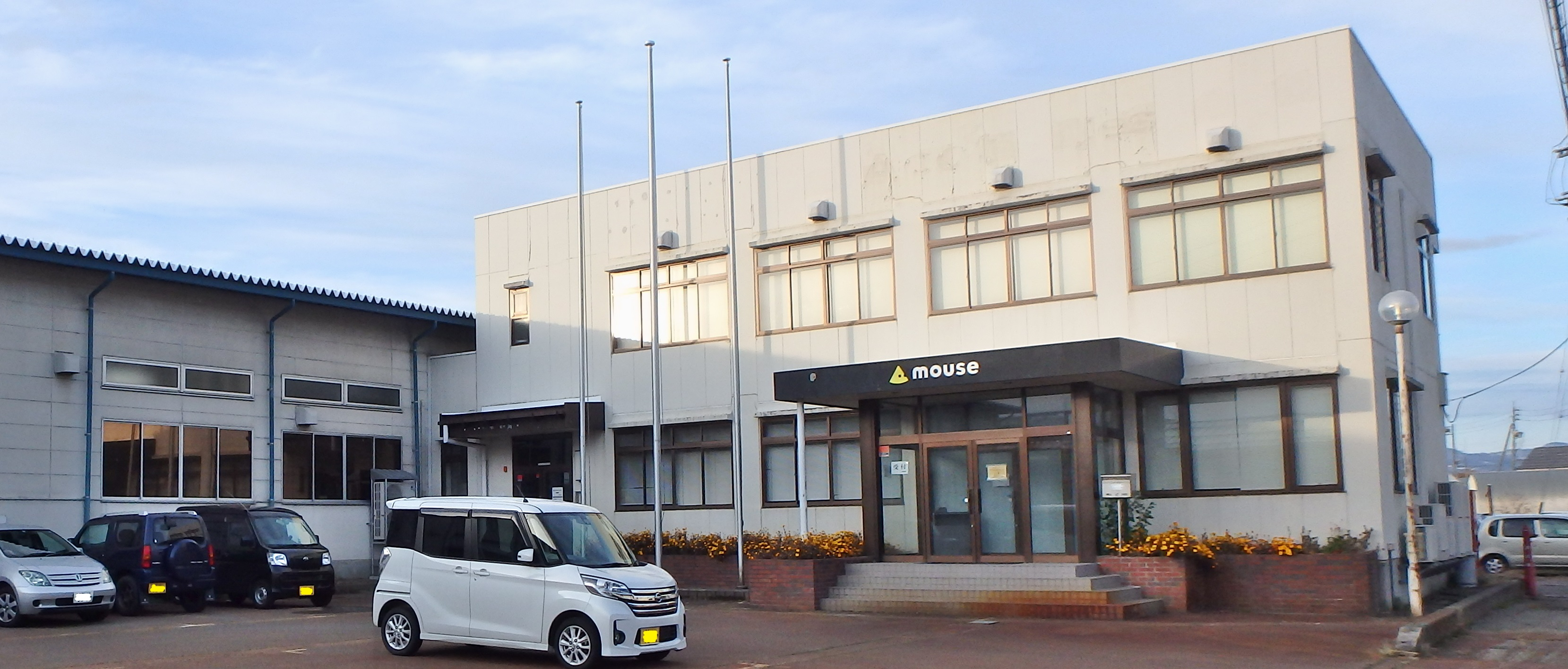
マウスコンピューター飯山事業所

- 電子精密機器　かつてiiyama（旧飯山電機。創業地である当市に由来）の本社があった。現在は統合先であるマウスコンピューターの工場がある。
- 清酒　（「水尾」、「北光正宗」）
  - 田中屋酒造店

### 第三次産業
観光業
- スキー場、民宿

伝統産業
- 仏壇（飯山仏壇）
- 和紙（内山紙）

その他
- モリキ本店

### 金融機関
- 長野県信用農業協同組合連合会 飯山事務所（指定金融機関）
  - 飯山事務所は市役所庁舎の1Fに所在する。
- 八十二銀行　飯山支店（指定代理金融機関）
- 長野信用金庫　飯山支店（収納代理金融機関）
- 長野県信用組合　飯山支店（収納代理金融機関）
- ながの農業協同組合（指定代理金融機関）

みゆき支所、飯山支所、秋津出張所、木島出張所、常盤支所、柳原出張所、太田出張所
市外の金融機関では、ゆうちょ銀行長野支店および長野貯金事務センターを一部の業務に限定して、収納代理金融機関として設定している。このため、一部の収納業務は市内の郵便局の貯金窓口でも対応している。

### 郵便
- 日本郵便株式会社

- 飯山郵便局
- 常盤郵便局
- 桑名川郵便局
- 瑞穂郵便局
- 外様郵便局
- 秋津郵便局

- 飯山新町簡易郵便局
- 静間簡易郵便局
- 木島簡易郵便局
- 飯山旭簡易郵便局
- 信濃平簡易郵便局

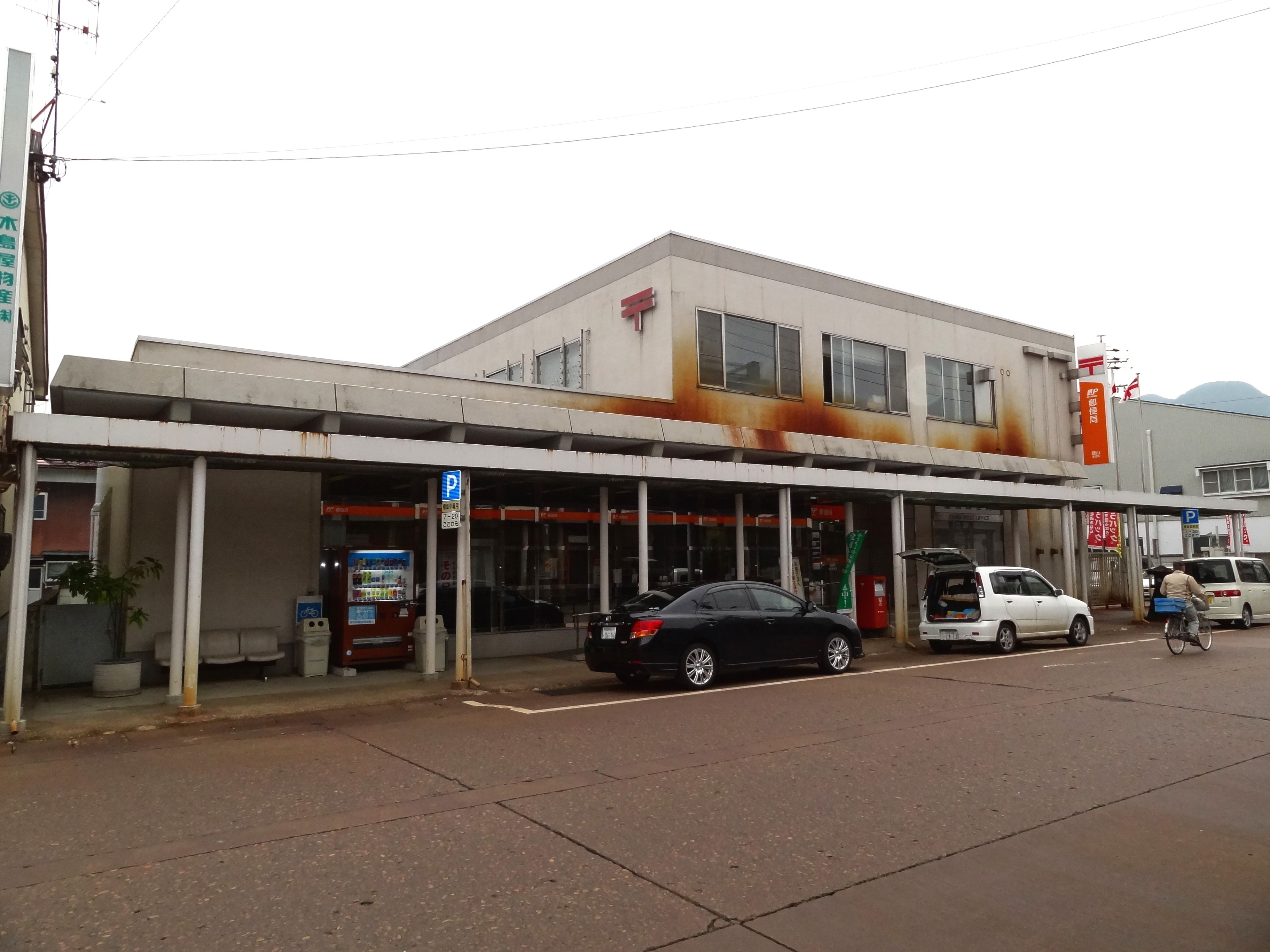
飯山郵便局

- 郵便番号は〒389-22**・23**・24**[7]。

## 教育

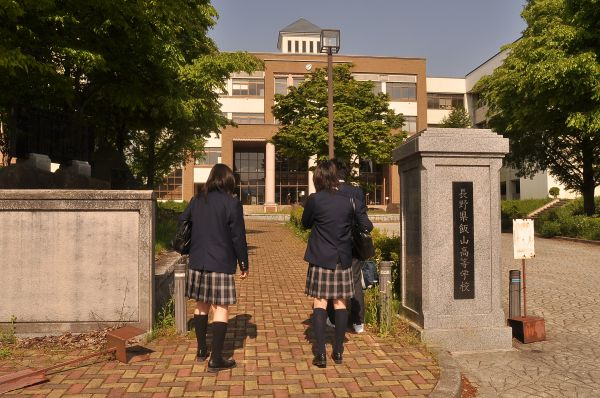
飯山市立城南中学校(旧長野県飯山高等学校南キャンパス)

### 小学校
市立
- 飯山市立飯山小学校
- 飯山市立秋津小学校
- 飯山市立木島小学校
- 飯山市立城北小学校

現在、市内の小学校を中学校の学区に応じて2校に統廃合する計画がある。

### 特別支援学校

#### 県立
- 長野県飯山養護学校

### 中学校
市立
- 飯山市立城北中学校
- 飯山市立城南中学校

### 高等学校
県立
- 長野県飯山高等学校

## 交通

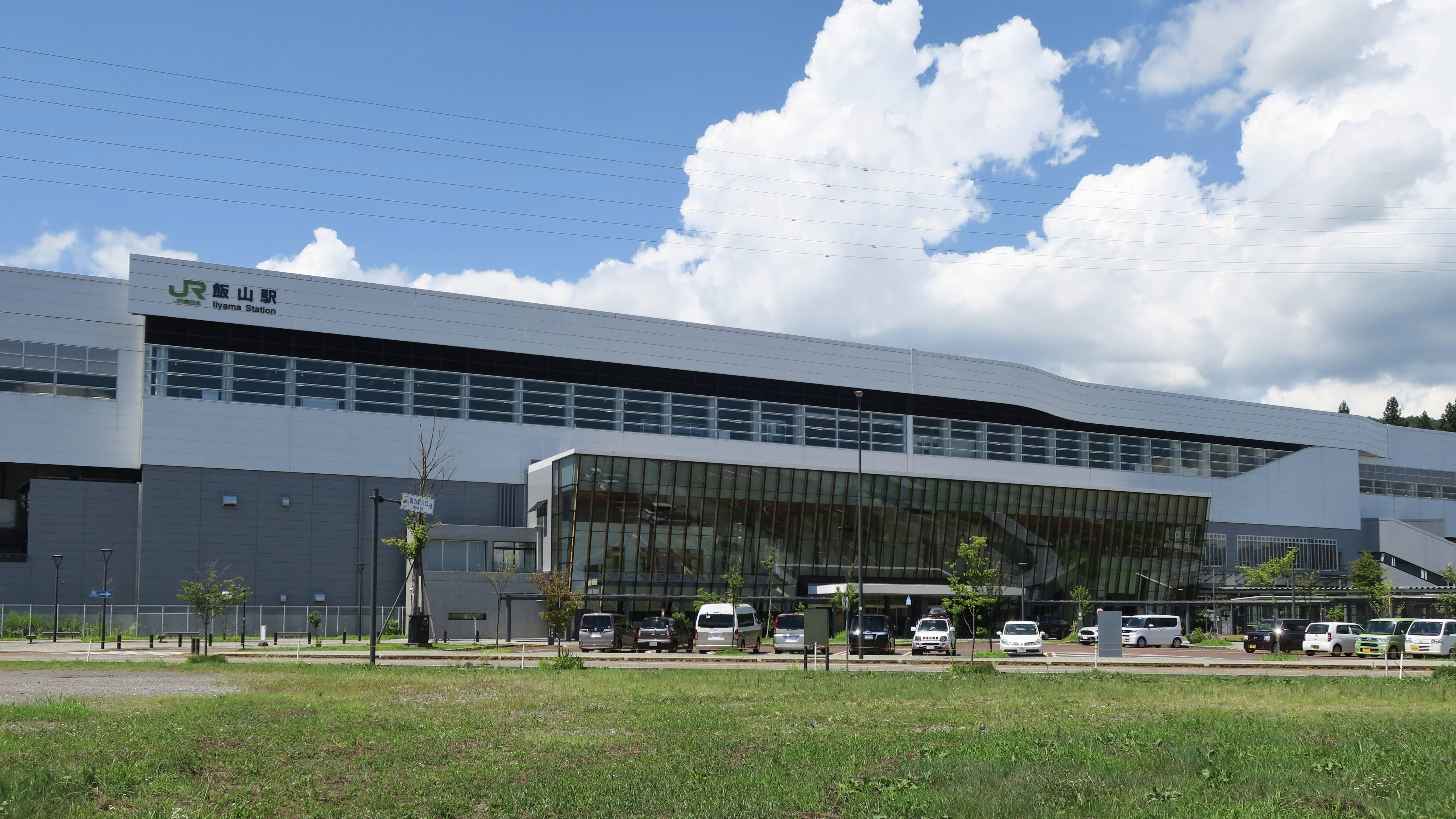
飯山駅

### 鉄道
東日本旅客鉄道（JR東日本）
 北陸新幹線
- - 飯山駅 -

■ 飯山線
- - 蓮駅 - 飯山駅 - 北飯山駅 - 信濃平駅 - 戸狩野沢温泉駅 - 上境駅 - 上桑名川駅 - 桑名川駅 - 西大滝駅 -

#### かつて存在した鉄道路線
長野電鉄
- 河東線（2002年3月31日廃止）：信濃安田駅 - 木島駅

### バス
路線バス
- 長電バス - 市内及び周辺自治体への路線バスや関西方面への高速バスを運行
- のざわ温泉交通 - 飯山駅と野沢温泉村を結ぶ直通バスを運行

コミュニティバス・自治体バス
- 飯山市コミュニティバス - 飯山駅と斑尾高原を結ぶバス
- 菜の花バス - 市内を循環するバス
- 木島平村シャトル便 - 飯山駅と木島平村を結ぶバス

### 道路
高速自動車国道
- 市内に高速道路は通じていない。中野市にある上信越自動車道・豊田飯山インターチェンジが最寄り。

一般国道
- 国道117号
- 国道292号
- 国道403号

都道府県道
一部のみ記載。
- 長野県道38号飯山野沢温泉線
- 新潟県道・長野県道95号上越飯山線
- 長野県道・新潟県道97号飯山斑尾新井線
- 長野県道411号・新潟県道412号飯山新井線

道の駅
- 花の駅 千曲川

## 電気・通信
- 中部電力パワーグリッドの担当営業所は飯山営業所[9]。
- 市外局番は0269（飯山MA）[10]。

## 観光

### 重要文化的景観

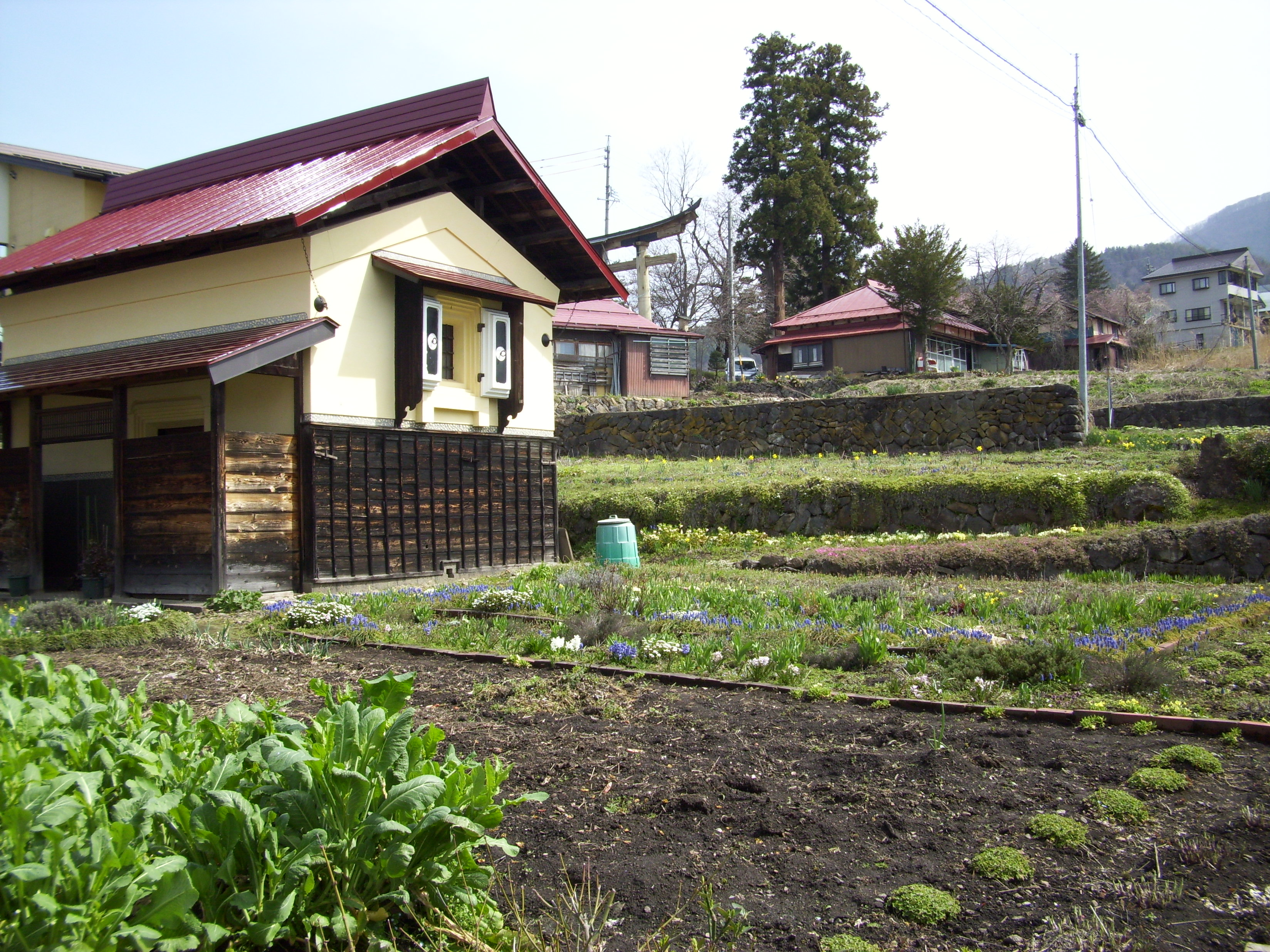
小菅荘

- 小菅の里及び小菅山の文化的景観 — 2015年1月26日国の重要文化的景観として選定

### 名所･旧跡

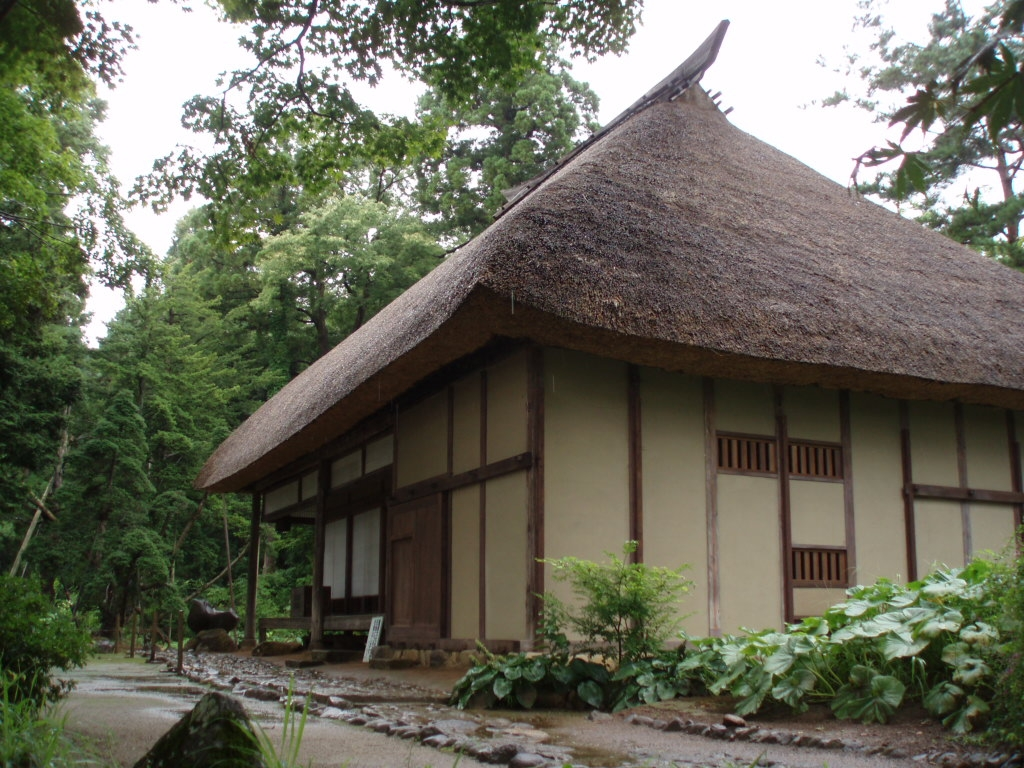
正受庵

主な城郭
- 飯山城：県指定史跡

主な寺院
- 正受庵
- 真宗寺
- 大聖寺
- 本光寺
- 光蓮寺
- 西敬寺

主な神社
- 小菅神社

### 観光スポット

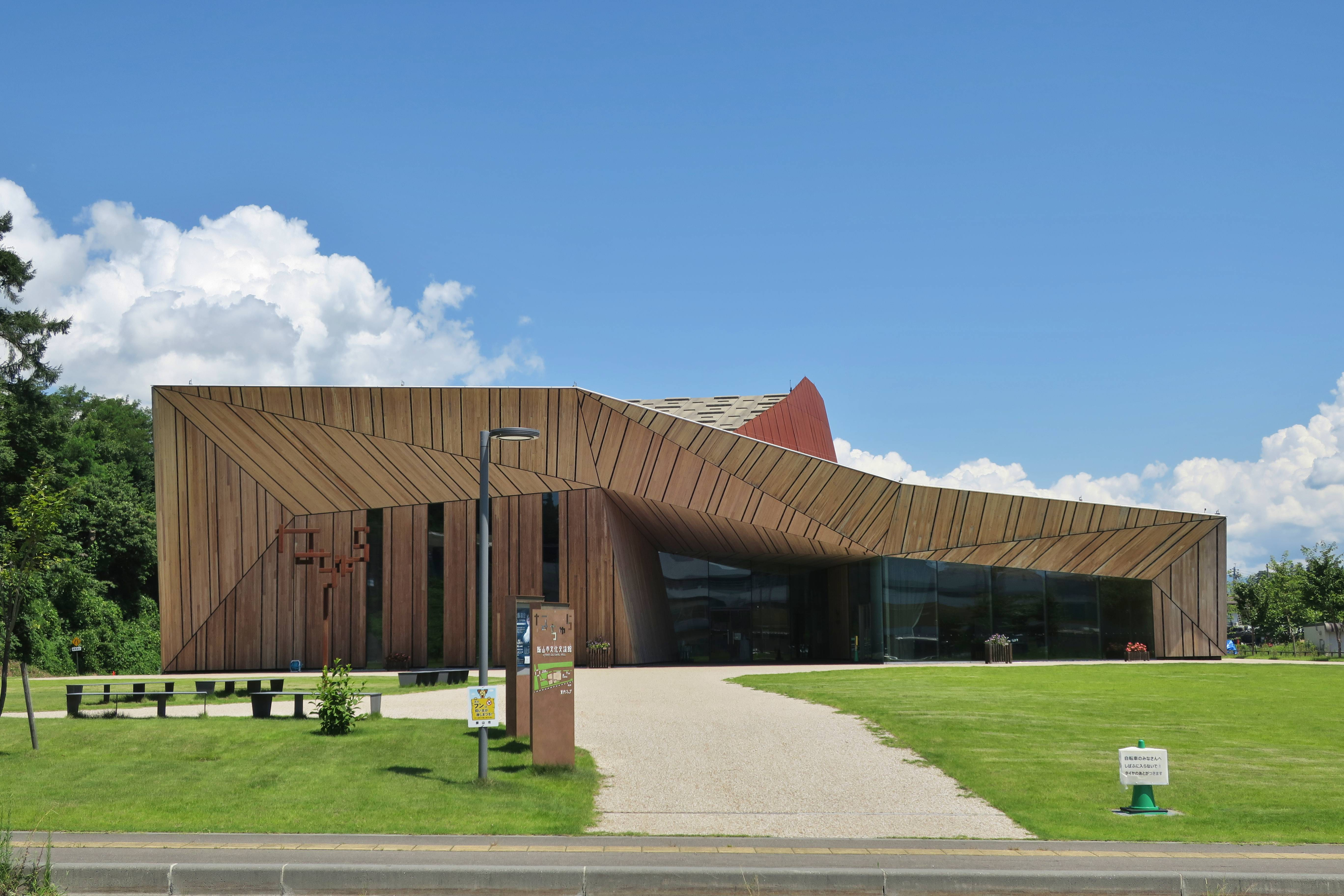
飯山市文化交流館なちゅら

高原とスキー場
- なべくら高原
- 斑尾高原
- 戸狩温泉スキー場
- 斑尾高原スキー場
- 斑尾高原サンパティックスキー場

自然

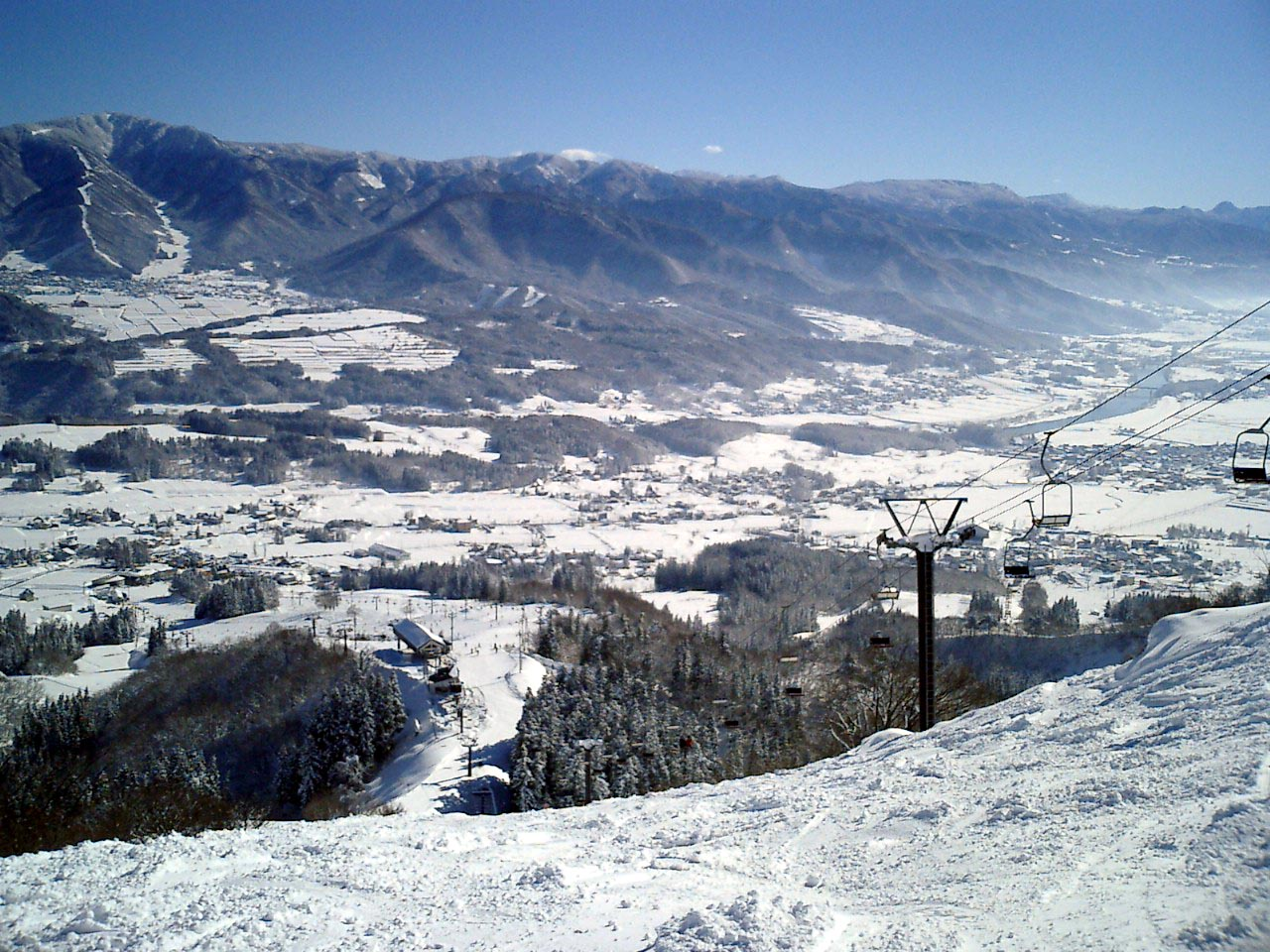
戸狩温泉スキー場

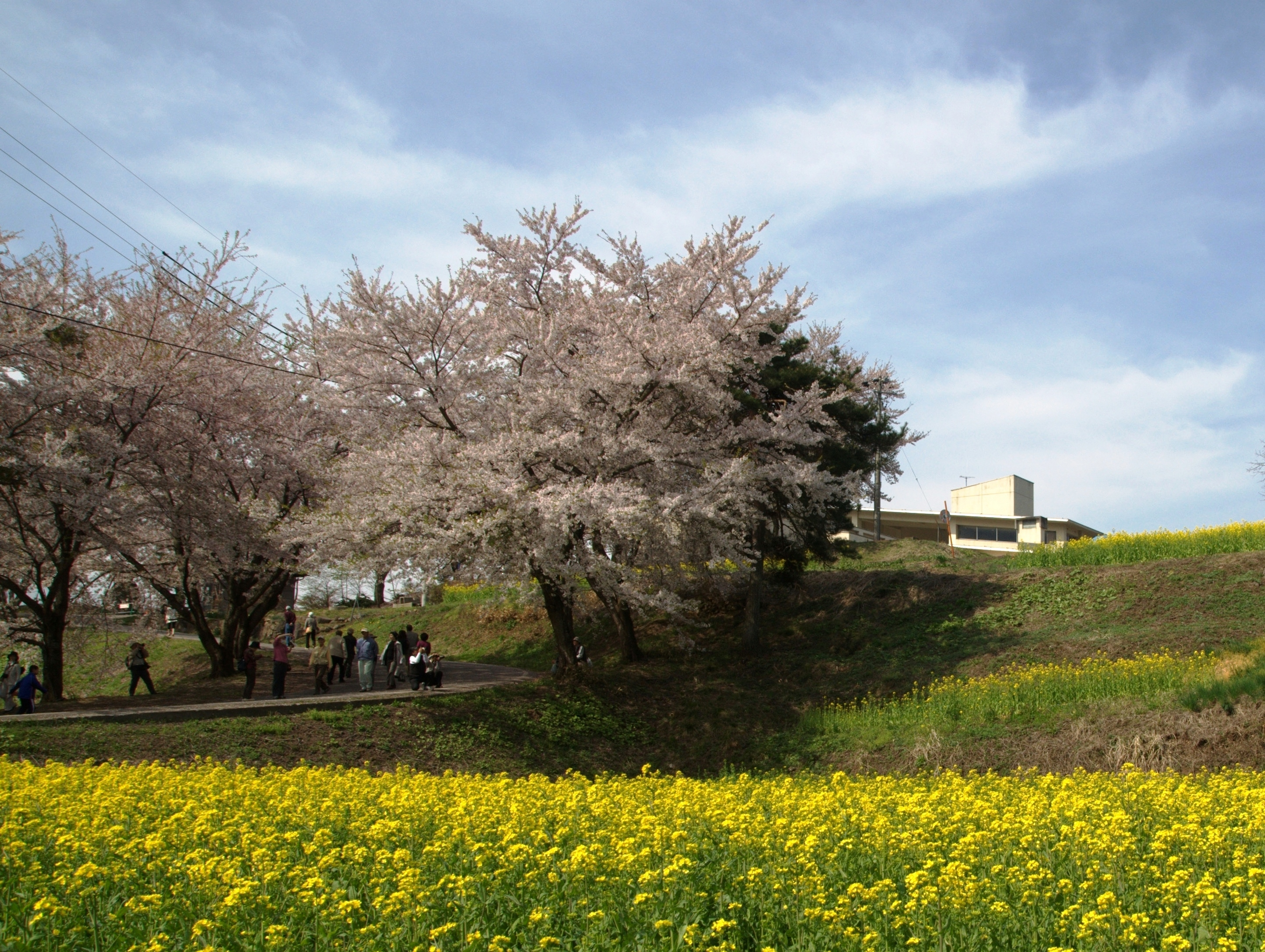
菜の花公園

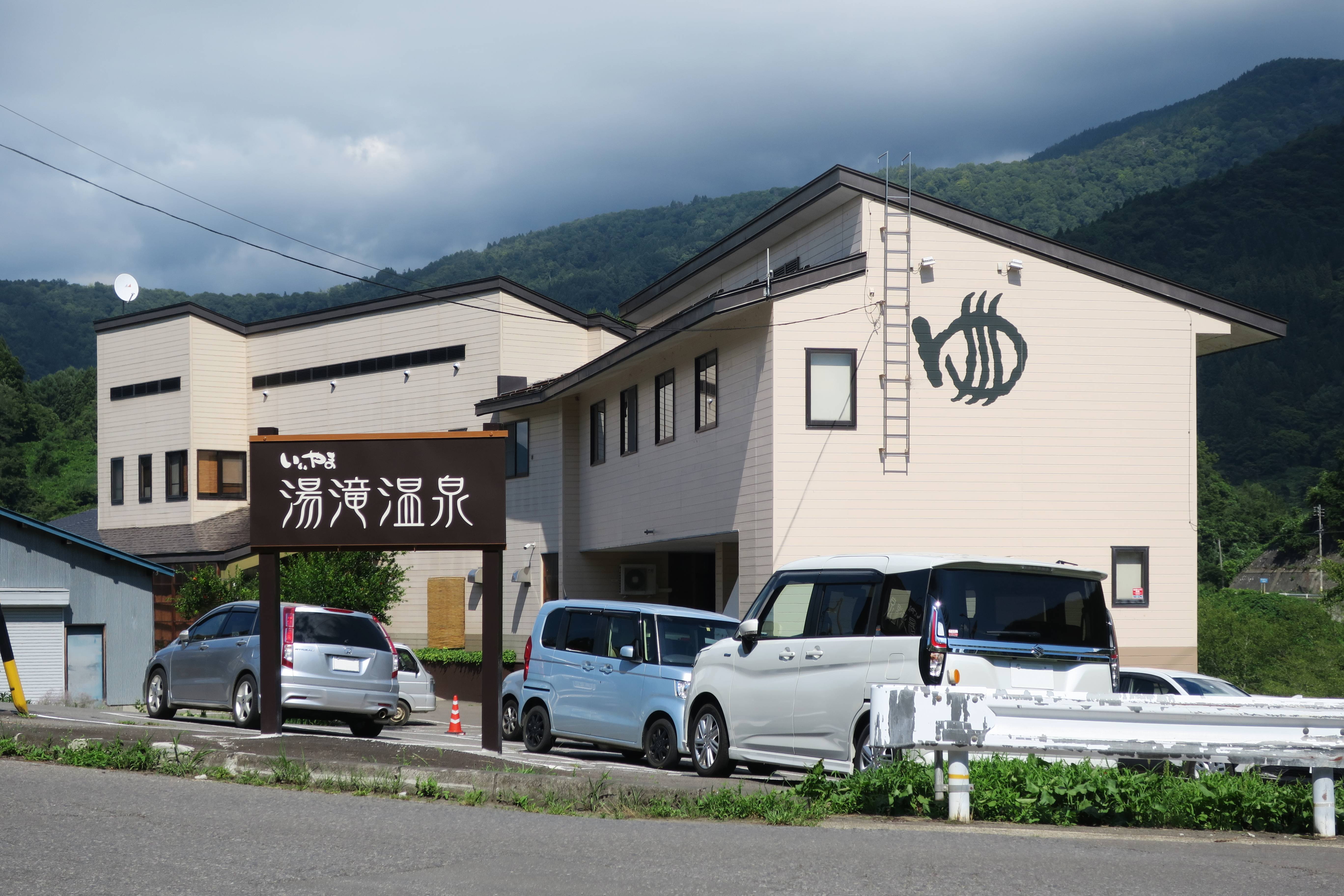
いいやま湯滝温泉

- 黒岩山 ：国の天然記念物（天然保護区域）に指定
- 信濃平
- 信越トレイル — 新潟・長野県境をなす関田山脈沿いに整備された総延長80kmに渡る長距離自然歩道
- 森林セラピー基地（2006年認定）
- 北竜湖
- 希望湖
- 菜の花公園
- 沼の原湿原
- なべくら高原ブナの森

温泉地
- 戸狩温泉 44施設
- 斑尾高原 6施設
- 瑞穂 2施設
- 上境 1施設
- いいやま湯滝温泉

その他
- 阿弥陀堂だよりの里 — 映画『阿弥陀堂だより』のロケ地
- 顔戸村開成所—長野県下初の「自由民権運動発祥地」
- 飯山市美術館・飯山市伝統産業会館[11]
- 高橋まゆみ人形館[12]
- 福島棚田の里
- 鷹落山展望台

## 文化

### 祭事･催事
- いいやま雪まつり
- 小菅祇園祭（柱松柴灯神事） - 3年ごとに開催される小菅地区の祭り
- 有尾飯笠山神社祭礼
- 五束太々神楽
- 剣の舞 - 桑名川
- ひゃっと - 富倉神社、布施田神社の伝統芸能
- 奈良沢例大祭（天狗舞）
- 菜の花まつり

### 名物・郷土料理
- 笹寿司、富倉そば、雪割そば、みゆき米、いもなます
- グリーンアスパラガス、信州みゆきポーク　等

## 出身･関連著名人
- 飯田汲事（地震学者、名古屋大学理学部教授）
- 石坂周造（志士、実業家）
- 伊東平（中国放送アナウンサー）
- 猪瀬直樹（作家、参議院議員、東京都知事）
- 江遠要甫（ノルディック複合、スキージャンプ選手、五輪日本代表）
- 江澤岸生（総務省大臣官房審議官）
- 江村裕子（元長野朝日放送アナウンサー）
- 大沼淳（文化学園理事長）
- 河田久雄（イラストレーター）
- 木内四郎（政治家、大蔵官僚、科学技術庁長官）
- 北澤宏一 （独立行政法人科学技術振興機構顧問・東京大学名誉教授）
- 栗岩英治（郷土史家）
- 小松シゲル（ノーナ・リーヴス）
- 斉藤亮（クロスカントリースキー選手）
- 田井安曇（歌人）
- 高橋忠治（児童文学者）
- 高橋偵造（農芸化学者、東京帝大教授、日本農芸化学会会長、学士院会員）
- 竹内択（スキージャンプ選手、バンクーバー五輪日本代表）
- 竹内寿（俳優 ジュノン・スーパーボーイ・コンテストグランプリ）
- 寺田祐之（内務官僚、鳥取・岡山・宮城・広島の各県知事歴任）
- 道鏡慧端（臨済宗中興の祖と称される白隠慧鶴の師）
- 沼田芸平（長野県北信地域最初の洋医、県会議員、大阪の適塾出身）
- 長谷川青澄（画家）
- 藤井麻輝（ミュージシャン）
- 武藏野弥助（幕内力士）
- 松山茂助（経営者、醸造学者）
- 丸山健二（小説家）
- 丸山邦雄（経済学者、社会運動家、明治大学教授）
- 嶺鶯 [嶺 輝子]（歌手、経営学博士・首都大学東京教授）
- 嶺貞子（イタリア古典歌曲第一人者・東京藝術大学名誉教授）
- 宮崎市定（歴史学者）
- 山田大起（スキージャンプ選手）
- 吉田静致（倫理学者、東京高等師範学校教授、東京帝大教授）